# 집단안보조약기구

집단 안보 조약 기구의 엠블럼

집단 안보 조약 기구의 기

집단안보조약기구(集團安保條約機構, 러시아어: Организация Договора о Коллективной Безопасности (ОДКБ) 오르가니자치야 도고보라 오 콜렉티브노이 베조파스노스티 (오데카베)[*], 영어: Collective Security Treaty Organization (CSTO), 문화어: 집단안전조약기구)는 2002년 10월 7일에 창설된 옛 소련의 공화국 6개국의 집단안전보장 조직이다. 러시아 모스크바에 본부를 두고 있으며 공식 언어는 러시아어이다.
집단 안보 조약 기구의 효시는 1992년 5월 15일 옛 소련의 공화국 6개국(러시아, 아르메니아, 카자흐스탄, 우즈베키스탄, 타지키스탄, 키르기스스탄)이 우즈베키스탄 타슈켄트에서 체결한 독립 국가 연합 집단안전보장 조약으로 아제르바이잔은 1993년 9월 24일, 조지아는 1993년 12월 9일, 벨라루스는 1993년 12월 31일에 서명했다.
이 조약은 1994년 4월 20일에 효력이 발생했으며 조약의 유효 기간을 효력이 발생한 날로부터 5년으로 정했다. 그러나 아제르바이잔과 조지아, 우즈베키스탄은 1999년 4월 2일에 체결된 집단 안보 조약의 유효 기간을 5년 연장하는 내용의 협약 체결을 거부하여 탈퇴했다.
2002년 10월 7일 옛 소련의 공화국 6개국(러시아, 벨라루스, 아르메니아, 카자흐스탄, 타지키스탄, 키르기스스탄)이 몰도바 키시너우에서 집단 안보 조약 기구의 창설에 관한 조약에 서명했으며 2003년 9월 18일에 이 조약의 효력이 발생했다. 우즈베키스탄은 2006년 6월 23일에 가입했지만 2012년 6월 28일에 탈퇴하였다.
집단 안보 조약 기구는 2009년 2월 4일 러시아 모스크바에서 열린 집단 안보 조약 기구 가입국 정상 회의에서 지역 내의 군사적 위협이나 국제 테러, 조직적 범죄, 마약 밀거래, 비상 사태 등에 대해 공동적인 행동을 취할 수 있는 신속 대응군을 창설하기로 합의했다. 유엔 총회 옵서버로도 활동하고 있다.
2022년 1월 6일에 러시아 주도 CSTO 평화유지군이 카자흐스탄에 파병되었고, 사상자 발생 소식이 전해졌다.

## 회원국

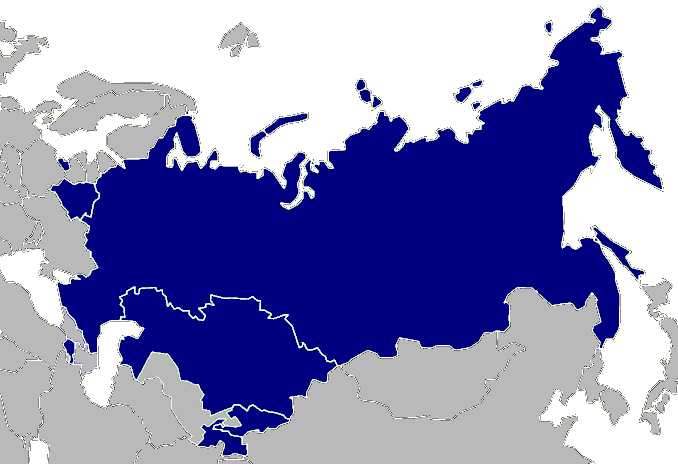
집단 안보 조약 기구 가입국

- 러시아 (2002년)
- 벨라루스 (2002년)
- 카자흐스탄 (2002년)
- 키르기스스탄 (2002년)
- 타지키스탄 (2002년)

### 준회원국
- 세르비아 (2013년)
- 아프가니스탄 (2013년)

### 이전 회원국
- 우즈베키스탄 (1차: 1994년 6월 23일 가입, 1999년 6월 28일 탈퇴; 2차: 2006년 6월 23일 가입, 2012년 6월 28일 탈퇴)
- 아제르바이잔 (1994년 6월 23일 가입, 1999년 6월 28일 탈퇴, 2015년부터 재가입 검토 중)

## 같이 보기
- 독립 국가 연합
- 상하이 협력 기구
- 북대서양 조약 기구
- 민주주의와 경제 발전을 위한 구암 기구
- 바르샤바 조약 기구